# Lagoa dos Índios
Lagoa dos Índios é uma lagoa brasileira localizada no município de Osório, no estado do Rio Grande do Sul.